# Полёт снаряда
Свободным полётом снаряда называется фаза его движения
после выстрела до попадания в твёрдое препятствие (цель, грунт) или до
дистанционного подрыва. В этом процессе на снаряд действуют только сила тяжести и силы,
возникающие при движении тела в газообразной среде (атмосфере Земли). В общем
случае в атмосфере Земли также могут существовать упорядоченные движения масс
воздуха (ветер), которые оказывают определённое влияние на полёт снаряда.
Так как размеры снаряда много меньше преодолеваемой им дистанции, то его движение можно рассматривать как движение материальной точки по кривой,
называемой траекторией полёта. Однако для определения всех сил, действующих на снаряд в полёте, приближения материальной точки недостаточно; необходимо рассмотрение снаряда как тела с конечными размерами. 
Принято считать за траекторию полёта снаряда кривую, которую при движении
описывает его центр масс. Эта кривая также имеет название баллистической.
В самом общем случае она не является ни прямой, ни
параболической, ни даже
плоской. Как правило, форма этой кривой задаётся таблично по результатам
опытных стрельб при нормальных условиях, а впоследствии по большому
статистическому материалу строится эмпирическая модель для этой
траектории. Однако в ряде предельных случаев форма баллистической кривой
может быть близка к одному из упомянутых выше случаев.
Согласно первому закону Ньютона, при отсутствии действия на снаряд внешних
сил он будет двигаться прямолинейно и равномерно. Такая ситуация возможна
при стрельбе из артиллерийских орудий в глубоком космосе, вдали от источников
тяготения при пренебрежимо малом сопротивлении межзвёздной среды. Однако
такая возможность на текущий момент возможна лишь в фантастической литературе. 
При движении снаряда в гравитационном поле с начальной скоростью, неколлинеарной
вектору напряжённости этого поля, траектория снаряда будет кривой линией. Если
гравитационное поле однородно и сопротивление среды отсутствует, то баллистическая
кривая принимает форму параболы. Это может выполниться при стрельбе на
небольшую дальность на поверхности крупного небесного тела, не обладающего
атмосферой, например Луны. Для земных условий это приближение как правило не
выполняется — даже снаряды весьма маломощных орудий испытывают большие силы
сопротивления со стороны воздуха. Поэтому даже для таких орудий параболическая
форма траектории является очень грубым приближением. При стрельбе в условиях
неоднородного гравитационного поля в отсутствие сопротивления среды форма
траектории может быть любой, даже замкнутой. Подобные опыты проводились на
одной из советских орбитальных станций серии "Салют", оснащённой малокалиберной
авиационной скорострельной пушкой конструкции А.Э.Нудельмана. Большого военного значения они не имели, но наблюдения за
выпущенными снарядами и их вхождением в атмосферу Земли под различными углами
помогли в совершенствовании наблюдательных методик метеорной астрономии.
Для сугубо земных практических условий стрельбы снаряд выпускается под
некоторым углом бросания к горизонту и во время его движения на него действуют
сила тяжести и аэродинамическая сила. Первая направлена к земной поверхности
и сообщает снаряду ускорение, направленное вертикально вниз. Так как снаряд
представляет собой тело сложной геометрической формы, то её точкой приложения
является центр масс снаряда. Положение центра масс зависит от формы снаряда
и распределения масс внутри него.
Аэродинамическая сила относительно вектора
скорости снаряда традиционно разбивается на две составляющие — силу
сопротивления среды, направленную точно против вектора скорости и подъёмную
(или прижимающую) силу в поперечном направлении к вектору скорости. Последняя
компонента не оказывает заметного влияния на полёт снаряда и на практике ею
можно пренебречь (так как снаряд имеет симметричную форму, а угол атаки
α снаряда весьма невелик). Точкой приложения этой силы к снаряду является так
называемый центр давления, обычно не совпадающий с центром масс. Положение
центра давления зависит только от формы снаряда.
Как следствие возникает момент сил, стремящийся опрокинуть снаряд и заставить
его кувыркаться в воздухе. Кувыркание снаряда на несколько порядков повышает силу
сопротивления среды и резко уменьшает дальность стрельбы. Для борьбы с этим
явлением применяются следующие методы: оснащение снаряда оперением, придание
снаряду вращения вдоль оси симметрии или изготовление снаряда в форме шара.
Последнее широко применялось в артиллерии XIV-XVIII веков — сферическая
форма снаряда сама по себе исключает кувыркание, а сила сопротивления движению
не зависит от ориентации снаряда в пространстве. Однако сферическая форма очень
невыгодна с аэродинамической точки зрения — большая сила сопротивления движению
сводит на нет преимущества от отсутствия кувыркания. Поэтому в современной
артиллерии применяются другие способы стабилизации снаряда в полёте. Для
гладкоствольных орудий используются оперённые снаряды, у которых опрокидывающий
момент компенсируется силами давления набегающего воздуха на элементы оперения.
Вторым подходом является придание снаряду вращения вокруг оси симметрии
посредством нарезов в канале ствола орудия. Как известно, вращающийся волчок
стремится сохранить неизменным направление оси своего вращения. За счёт этого
осуществляется стабилизация полёта, однако при этом возникает побочный эффект
ухода снаряда в сторону закрутки — равнодействующая сил тяжести и сопротивления
имеет ненулевую проекцию на ось вращения и ненулевое плечо относительно центра
масс снаряда. В результате появляется боковая сила, действующая перпендикулярно
плоскости, образованной осью вращения и равнодействующей сил тяжести и
сопротивления (у гироскопа с шарнирно закреплённой осью эта же причина приводит
к прецессии). Поэтому у снарядов нарезных орудий баллистическая кривая не
является плоской кривой. Боковой уход нарезных снарядов — так называемая деривация — учитывается при
стрельбе на большие дистанции путём внесения заранее затабулированных поправок
в угол доворота орудия. Оперённые снаряды гладкоствольных орудий свободны от
этого недостатка, для них баллистическая кривая при спокойной атмосфере
является плоской.
Важным фактором, влияющим на траекторию и, как следствие, дальность стрельбы является состояние атмосферы Земли — температура воздуха, его давление и скорость упорядоченного движения. Поправки на эти факторы учитываются в таблицах стрельбы в виде приращений к значениям элементов траектории при нормальных условиях стрельбы (температура воздуха +15 градусов Цельсия, давление 750 мм рт. ст., отсутствие ветра). Для противотанковых орудий достаточно знать метеоусловия в приземном слое атмосферы, но для гаубиц и дальнобойных пушек этого уже недостаточно — их снаряды в верхней точке баллистической кривой имеют высоту над поверхностью порядка 5-6 км. Температура, давление, направление и скорость ветра меняются с высотой сложным и не всегда предсказуемым образом. Поэтому для точной стрельбы проводят высотное зондирование атмосферы; по его данным вычисляют усреднённые, так называемые баллистические, параметры и по ним из таблиц стрельбы находят поправки на дальность и боковой ветровой снос снарядов. Следует отметить, что оперённые снаряды гладкоствольных орудий подвержены боковому ветровому сносу существенно сильнее, чем снаряды нарезных орудий.
При стрельбе на очень большие дистанции также необходимо учитывать тот факт, что Земля не является инерциальной системой отсчёта и в связанной с ней системе координат на снаряд в полёте действует сила Кориолиса (второй компонентой, связанной с неравномерностью вращения Земли можно пренебречь). Поэтому при наличии проекции скорости снаряда на направление "север — юг" будет некоторый снос снаряда в направлении "запад — восток". Этот фактор также учтён в таблицах стрельбы и методиках расчёта поправок.
Учёт всего комплекса описанных выше явлений входит составной частью в метод полной подготовки данных для стрельбы. Он позволяет заранее рассчитать все установки для стрельбы и нанести внезапный огневой удар по противнику без пристрелки и иной раз даже без помощи артиллерийской разведки. Соответственно минимизируется время нахождения на огневой позиции и вероятность успешной контрбатарейной стрельбы противника. С другой стороны, метод полной подготовки требует высокого уровня подготовки артиллеристов и понимания сущности всех учитываемых этим методом явлений и процессов.